# Bibliothèque nationale du Bénin
La Bibliothèque nationale du Bénin a été créée le 28 novembre 1975, sept ans après un rapport faisant état sur la nécessité de sa création.
Elle a pour mission la conservation de la totalité du patrimoine national imprimé, graphique et oral produit sur le territoire national, et toutes les publications produites sur le Bénin à l’étranger et par les Béninois à l’étranger.

## Historique
Un premier rapport de l'Unesco évoquant la nécessité de la création de la Bibliothèque nationale du Bénin est publié le 22 novembre 1968. La bibliothèque est créée le 28 novembre 1975.

## Missions et attributions

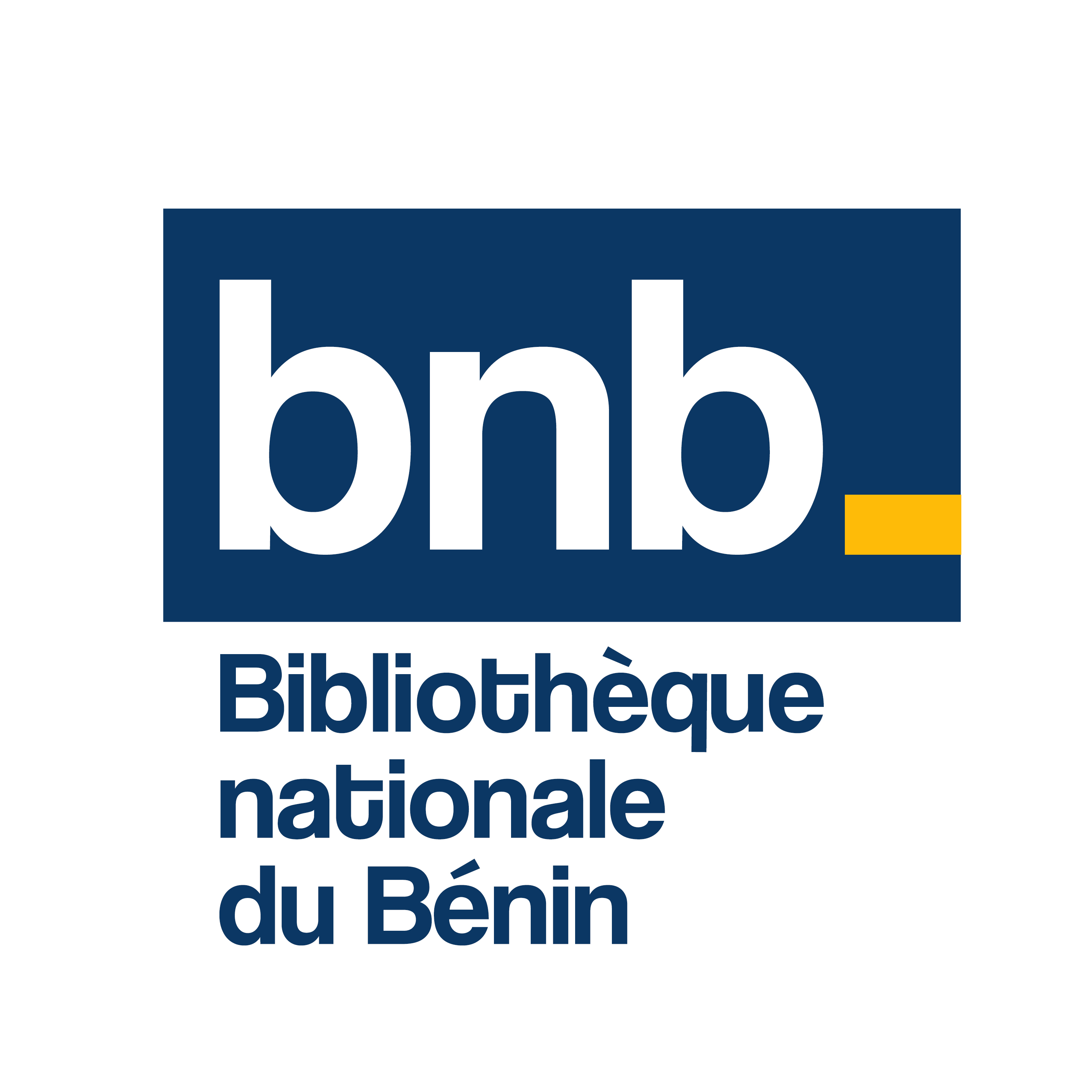
Logotype de la Bibliothèque nationale du Bénin

La Bibliothèque nationale du Bénin :
- exerce, conformément aux lois et règlements en vigueur, les missions relatives au dépôt légal dont elle assure la gestion en sa qualité de dépositaire national ;

- assure le contrôle bibliographique, élabore et diffuse la bibliographie nationale, rassemble et catalogue les collections béninoises et étrangères d’imprimés, de manuscrits, de spécimen de billets de banque, de monnaies et médailles, d’estampes, de photographies, de cartes postales, de cartes et plans, d’œuvres musicales et cinématographiques, de documents sonores, audiovisuels, informatiques et électroniques ;

- assure la tutelle du réseau public de lecture, promeut le prêt inter bibliothèques au Bénin, et entre le Bénin et l’étranger ;

- conçoit, met en œuvre et évalue le plan de gestion, d’animation et d’extension du réseau public de lecture ;

- élabore et contrôle les modalités de création, d’exploitation et de développement des lieux de lecture, réseaux de lieux de lecture privés, associatifs et confessionnels ;

- recueille, préserve, conserve et diffuse la totalité de la production nationale imprimée et orale, acquise soit par dépôt légal, soit par achat, soit par don ou legs et toutes les publications produites sur le Bénin à l’étranger ;

- assure l’accès du plus grand nombre aux collections, notamment par la dématérialisation des collections du patrimoine documentaire national, sous réserve des secrets protégés par la loi, dans des conditions conformes à la législation sur la propriété intellectuelle et compatible avec la conservation de ces collections ;

- assure la mise en œuvre de la politique de dématérialisation de la gestion du patrimoine documentaire national, de sa conservation électronique, de la numérisation des fonds rares et/ou en péril ;

- participe à l’activité scientifique nationale et internationale à travers l’élaboration et la mise en œuvre de règles nationales et communautaires, d’accords internationaux ;

- participe au soutien à l’activité nationale et internationale de promotion du livre et de la lecture publique par diverses formes d’appuis aux activités de création et d’animation littéraires ;

- représente le Bénin dans les instances internationales traitant des questions en rapport avec ses missions.

## Collections
La mise à jour de la collection est en cours[Quand ?].

## Infrastructures
La Bibliothèque nationale du Bénin dispose de trois grands bâtiments (administration, recherche, conservation) destinés aux fonctions administratives et techniques ainsi que de lieux de création et d'expression artistique.

## Services
La Bibliothèque nationale du Bénin est organisée en trois (3) directions techniques :
- la Direction de la Dématérialisation et de la Conservation ;

- la Direction de la Lecture Publique ;

- la Direction de l'Administration et des Finances.

## Personnel
30 agents permanents et contractuels de l'État animent au quotidien les unités d'animation et de gestion de la Bibliothèque nationale du Bénin.
Elle est dirigée par Koffi Attede.